# Bearskin Airlines
Bearskin Airlines è la denominazione comune di Bearskin Lake Air Services Ltd., una compagnia aerea regionale canadese con sede a Sioux Lookout (=attenzione ai Sioux) mentre l'hub principale è l'Aeroporto Internazionale di Thunder Bay (=baia del tuono).

## Storia
La compagnia aerea fu fondata nel 1962 dallo spericolato pilota Bush Otto John Hegland, iniziando le operazioni di volo nel luglio dell'anno seguente. Inizialmente il vettore aereo forniva servizi charter per le comunità indigene ma dal 1977 iniziarono i primi voli regolari tra Big Trout Lake (=lago della grande trota) e Sioux Lookout. Nel 1980 l'aerolinea ha aggiunto alle destinazioni le città di Kenora e Winnipeg, oltre ad inserire in flotta aerei regionali in quanto precedentemente utilizzava solamente aerei da turismo. Nel 1984 partecipava a "norOntair", un insieme di servizi sotto l'egida del governo provinciale dell'Ontario per servire le comunità più disagiate. In quello stesso anno venivano assorbiti i servizi della conterranea On Air.
A seguito della conclusione di "norOntair", dal 1996 Bearskin ha cominciato ad operare in tutte le principali città del nord dell'Ontario mentre nel 1999 sono iniziate le operazioni verso le destinazioni nel nord di Manitoba. Nel 2003 sono state vendute le attività di volo verso le destinazioni degli indigeni a Wasaya Airways mentre nel 2010 l'azienda è stata venduta alla Exchange Income Corporation (EIC) per 32 milioni di dollari. Dal 1º aprile 2014 le operazioni di volo dagli aeroporti di Ottawa e dalla regione di Waterloo sono state interrotte a causa della diminuzione del traffico. La azienda espleta servizi di volo per Hope Air, un'organizzazione benefica che fornisce assistenza medica a persone in difficoltà finanziarie, in particolare nelle comunità remote.

## Flotta

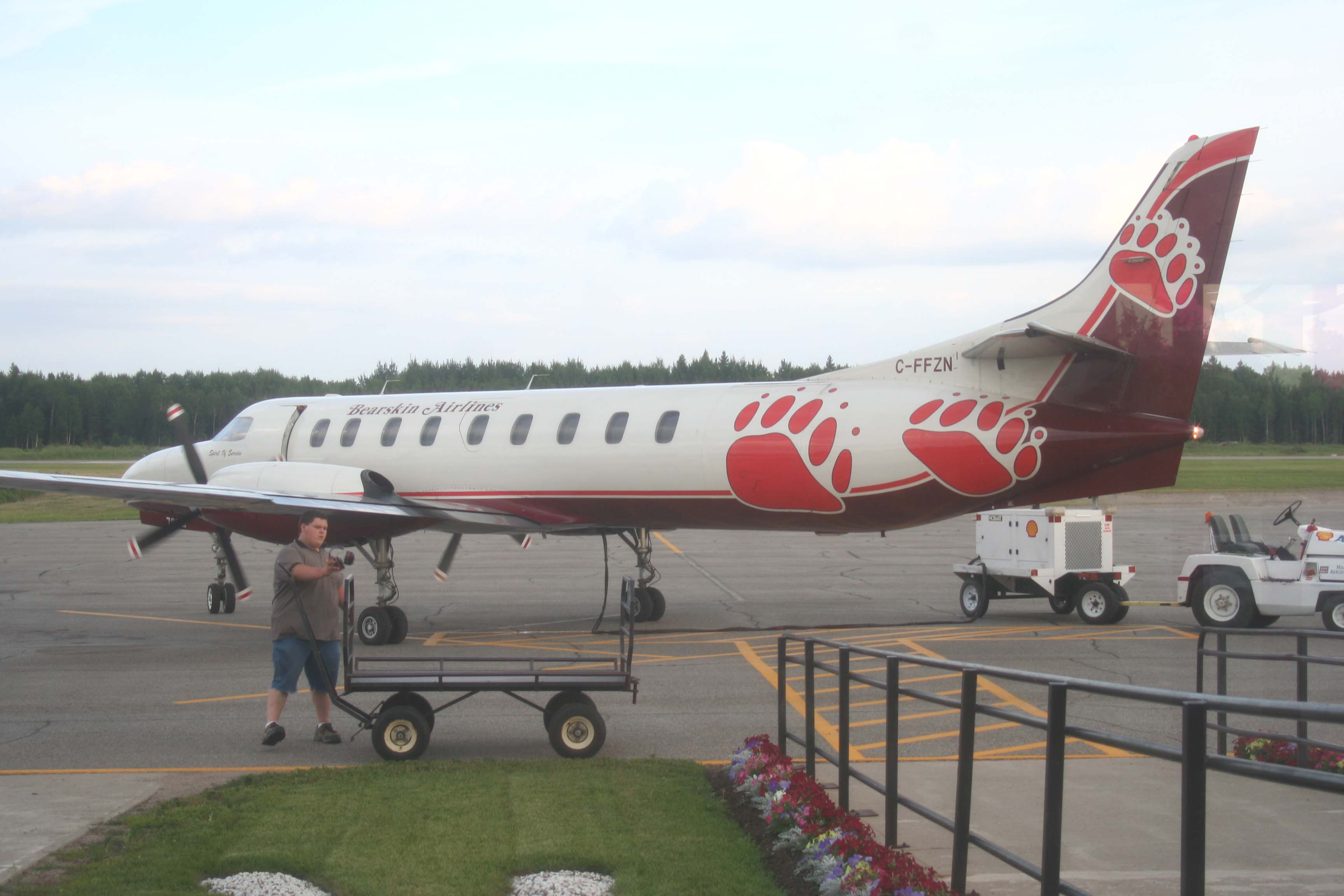
Un Fairchild Metro III.

Ad ottobre 2024 la flotta Bearskin Airlines risulta composta dai seguenti aerei:

### Flotta storica

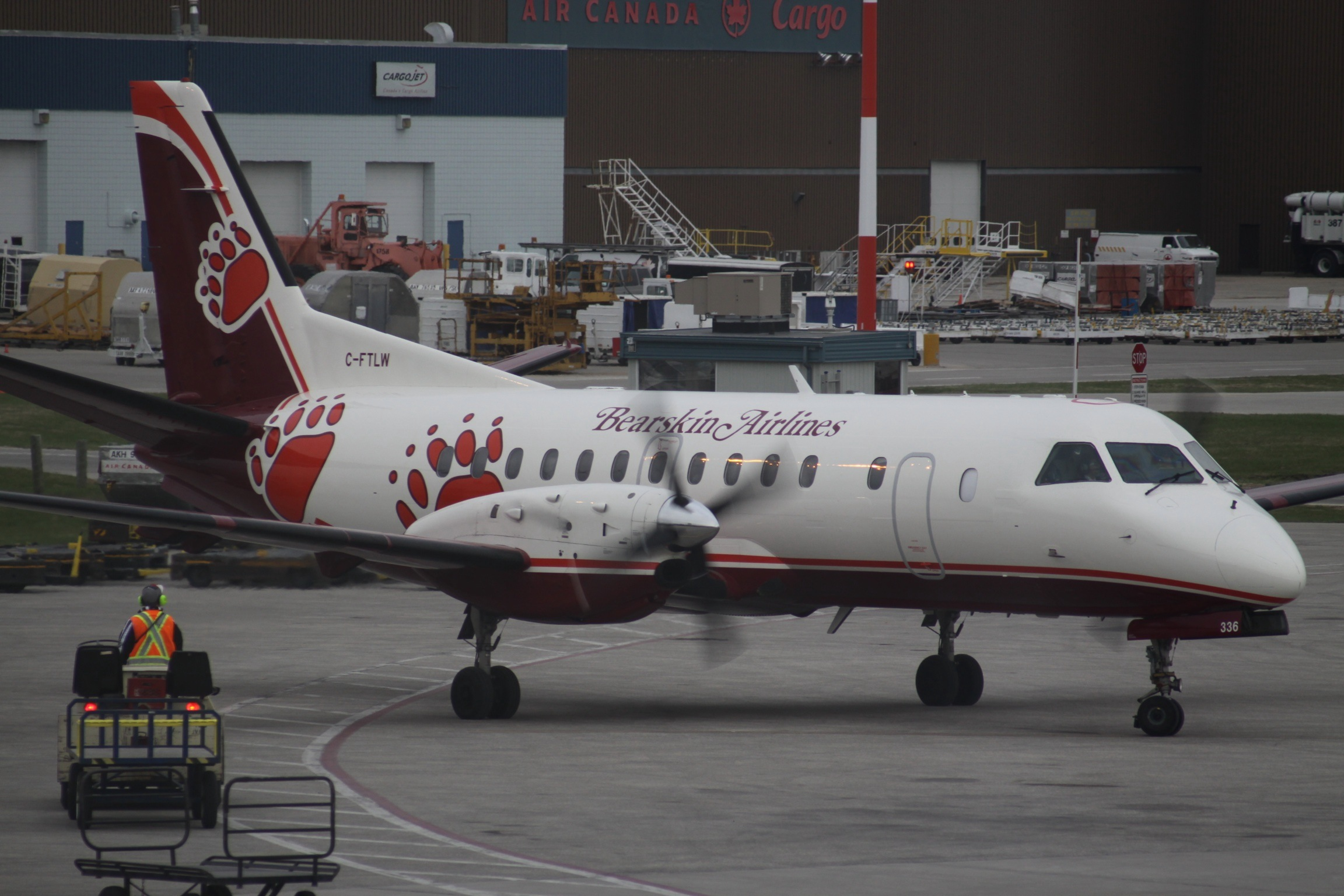
Un Saab 340B.

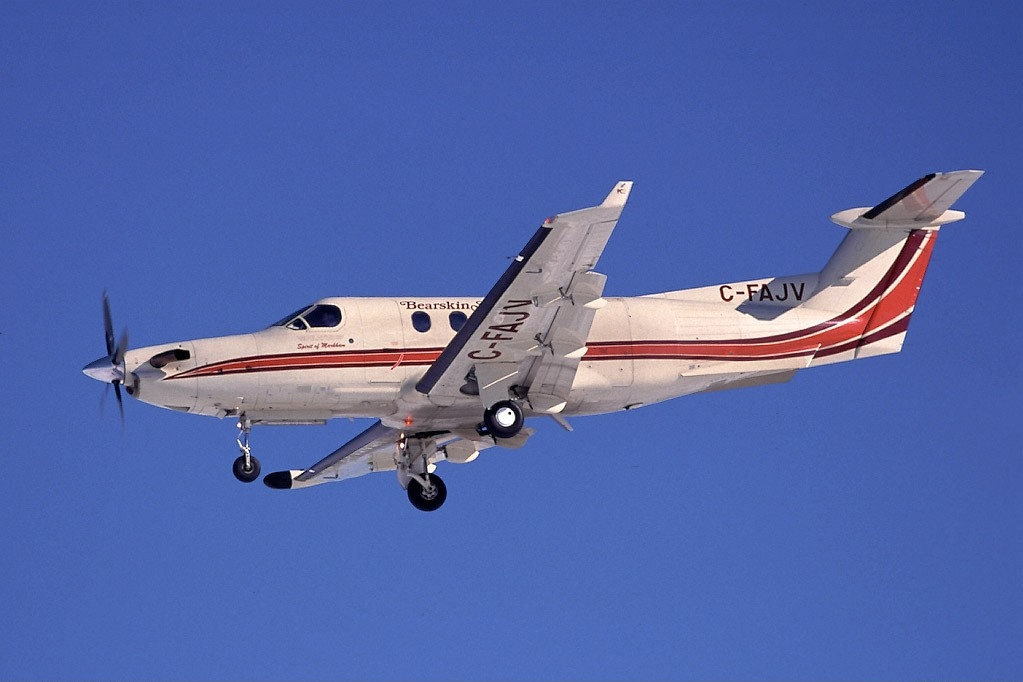
Un Pilatus PC-12-45.

Nel corso degli anni, Bearskin Airlines ha operato con i seguenti modelli di aeromobili:
- Beechcraft 18
- Beechcraft 99
- Beechcraft King Air 100
- Cessna 180
- Cessna 185
- de Havilland DHC-2 Beaver
- de Havilland DHC-3 Otter
- Noorduyn Norseman
- Pilatus PC-12
- Piper Aztec
- Piper Navajo and Navajo Chieftain
- Saab 340

## Incidenti
- Il 1º maggio 1995, un Fairchild Swearingen Metro 23 operante il volo Bearskin Airlines 362, si è schiantato con un Air Sandy Piper Navajo mentre era in avvicinamento all'Aeroporto di Sioux Lookout. Le 8 persone a bordo degli aeromobili sono decedute mentre gli aerei sono stati ritirati dal servizio.[7]
- Il 4 dicembre 1997, un Beechcraft 99 operante il volo Bearskin Airlines 310, ha effettuato una procedura d'atterraggio in ritardo causando il danneggiamento all'aeromobile. Gli 8 passeggeri e i 2 membri dell'equipaggio sono rimasti illesi mentre l'aeromobile è stato ritirato dal servizio.[8]
- Il 10 novembre 2013, un Fairchild Swearingen Metro 23 operante il volo Bearskin Airlines 311, si è schiantato mentre era in avvicinamento all'aeroporto di Red Lake in Ontario. Dei 5 passeggeri e 2 membri dell'equipaggio solo 2 persone sono rimaste illese mentre l'aeromobile è stato ritirato dal servizio.[9]